# Мосенерго
ВАТ «Мосенерго» (Територіальна генеруюча компанія № 3, ТГК-3) — російська енергетична компанія. Повне найменування — «Публічне акціонерне товариство енергетики і електрифікації «Мосенерго»». Штаб-квартира — в Москві.
Роком заснування прийнято вважати 1887 рік (народження енергосистеми Московського регіону), коли почалася практична діяльність з електрифікації Москви.
Найбільша за основними показниками діяльності територіальна генеруюча компанія. До складу компанії входять 15 електростанцій встановленою електричною потужністю 12,3 тис. МВт і встановленою тепловою потужністю 35,1 тис. Гкал / год. ПАТ «Мосенерго» є найбільшим виробником теплової енергії в світі. Друга за обсягом встановленої потужності теплогенеруюча компанія після ПАТ «ОГК-2». На частку компанії припадає 8% електричної і 6% теплової енергії, що виробляється в Росії.